# Lintjärnen (Blomskogs socken, Värmland)
Lintjärnen är en sjö i Årjängs kommun i Värmland och ingår i Göta älvs huvudavrinningsområde.